# سیارک ۲۰۲۵۲
سیارک ۲۰۲۵۲ (به انگلیسی: 20252 Eyjafjallajokull، نامگذاری:1998EY13)۲۰۲۵۲مین سیارک کشف شده‌ است که در ۰۱ مارس ۱۹۹۸ کشف شد.